# Eyjólfur Sverrisson
Eyjólfur „Jolly“ Sverrisson (* 3. August 1968 in Sauðárkrókur) ist ein ehemaliger isländischer Fußballspieler. Nach seiner Karriere als Aktiver begann er eine Karriere als Fußballtrainer, wobei er seit 2009 die isländische U-21-Nationalmannschaft als Cheftrainer betreut. Zwischendurch war er neben Interimscoach Pierre Littbarski im Jahre 2011 als Co-Trainer bei VfL Wolfsburg tätig.

## Spielerkarriere

### Verein
Eyjólfur Sverrisson begann seine Karriere beim isländischen Klub Tindastóll Sauðárkrókur, wo er lange Jahre in den Nachwuchsmannschaften des Vereins aktiv war und ab 1985 auch für die Herrenmannschaft eingesetzt wurde. So kam er in den Jahren 1985 bis 1989 auf eine Bilanz von 79 Ligaeinsätzen und daraus resultierenden 66 Toren. Zur Winterpause 1989/90 stand er vor einem Wechsel aufs europäische Festland, wo er schließlich beim VfB Stuttgart einen Vertrag unterschrieb. Damals noch als Angreifer, kam er am 21. April 1990 beim 3:1-Heimerfolg gegen Werder Bremen zu seinem Bundesligadebüt. Trainer Willi Entenmann brachte Eyjólfur in der 76. Minute für Olaf Schmäler. Im Folgejahr kam der Offensivspieler zu mehr Einsätzen und konkurrierte mit Manfred Kastl um den zweiten Platz im Sturm neben Fritz Walter. Zur Spielzeit 1991/92 konnte Eyjólfur Sverrisson mit dem Klub die deutsche Meisterschaft gewinnen. Unter Christoph Daum wurde er dann immer öfter im Mittelfeld eingesetzt. Im Laufe des Fußballjahres 1992/93 gelangen ihm sieben Treffer, was persönlicher Rekord ist. Nie gelangen ihm mehr Treffer in einer Saison. Im Sommer 1994 verließ er die Schwaben und wechselte in die Türkei.
Nach einer Saison bei Beşiktaş Istanbul, nach deren Ende er die türkische Meisterschaft gewinnen konnte, wechselte „Jolly“ zu Hertha BSC, wo er 1997 zunächst den Aufstieg in die Bundesliga schaffte und 2001 und 2002 zweimal in Folge den Liga-Pokal gewann, ohne jedoch im Finalspiel teilgenommen zu haben. Beim Hauptstadtklub wurde er endgültig zum Verteidiger umgeschult. Nach dem Aufstieg bildete er meist mit Dick van Burik, Steffen Karl, Andreas Schmidt und Hendrik Herzog die Defensive der Hertha.
Insgesamt bestritt Eyjólfur in seiner Karriere 250 Spiele in der Bundesliga, in denen er 30 Tore schoss. Dazu kommen 56 Spiele in der zweiten Bundesliga für Hertha BSC.

### Nationalmannschaft
Eyjólfur Sverrisson lief zwischen 1990 und 2001 insgesamt 60 Mal für die Nationalmannschaft Islands auf. Dabei gelangen ihm zehn Treffer. In seiner gesamten Zeit als Auswahlspieler war er einer der Stars seiner Mannschaft, schaffte es aber nicht sich mit dem Team für eine Welt- oder Europameisterschaft zu qualifizieren.

## Trainerkarriere
Am 1. November 2005 löste Eyjólfur seinen früheren Mentor und ehemaligen VfB-Spieler Ásgeir Sigurvinsson als Nationaltrainer Islands ab. Mit Bekanntwerden der Nichtverlängerung seines Vertrages trat Eyjólfur Sverrisson am 29. Oktober 2007 von seinem Amt zurück. In 14 Länderspielen konnte er mit seinem Team nur zwei Siege verbuchen, darunter ein 3:0-Sieg und einen 2:1-Erfolg gegen Nordirland. Abgelöst wurde der Trainer von Landsmann Ólafur Jóhannesson.
Seit 2009 betreut er das isländische U-21-Nationalteam, das er 2011 zur erstmaligen Endrundenteilnahme einer U-21-Europameisterschaft führte.
Im Februar 2011 nach der Entlassung von Trainer Steve McClaren beim deutschen Bundesligisten VfL Wolfsburg und der Übernahme durch Co-Trainer Pierre Littbarski wurde Eyjólfur in den Trainerstab der Wölfe aufgenommen, in dem er als Assistent von Littbarski arbeitete. Der Kontakt zwischen Wolfsburg und Eyjólfur Sverrisson kam über VfL-Manager Dieter Hoeneß zustande, zu dem Eyjólfur seit seiner Berliner Zeit ein freundschaftliches Verhältnis pflegt. Nach der Verpflichtung von Felix Magath als Chef-Trainer des VfL Wolfsburg am 18. März 2011 trennte sich der Verein von ihm. Seinen Platz als Co-Trainer nahm Bernd Hollerbach ein.

## Trivia
- Vor seinem Wechsel zum VfB Stuttgart war Eyjólfur Sverrisson auch aktiver Basketballspieler. Er galt als einer der besten Spieler seines Landes und war bis zu seinem Wechsel nach Stuttgart bis in die isländische Basketball-U-21-Nationalmannschaft aktiv.[9]
- Sein Sohn Hólmar Örn Eyjólfsson ist ehemaliger Nationalspieler Islands und stand von Juli 2011 bis August 2014 beim VfL Bochum unter Vertrag.
- Zusammen mit seinem Schwiegervater betreibt Eyjólfur eine Pferdezucht auf Island.[7]

## Erfolge
- Deutscher Meister 1992 mit dem VfB Stuttgart
- Türkischer Meister 1995 mit Beşiktas Istanbul
- Aufstieg in die 1. Fußball-Bundesliga 1997 mit Hertha BSC